# 1974年の音楽
1974年の音楽（1974ねんのおんがく）では、1974年（昭和49年）の音楽分野の動向についてまとめる。
1973年の音楽-1974年の音楽-1975年の音楽

## 出来事
- この年のビルボード年間チャートのベスト5は以下のとおり。

1. バーブラ・ストライサンド 「追憶」
2. テリー・ジャックス 「そよ風のバラード」
3. ラブ・アンリミテッド・オーケストラ 「愛のテーマ」
4. レッドボーン 「カム・アンド・ゲット・ユア・ラヴ」
5. ジャクソン5 「ダンシング・マシーン」

- 日本では井上陽水[注 1]『氷の世界』が大ヒットし、1975年にはアルバム初のミリオンセラーを記録する。年間アルバム・チャートでも、トップ10に4作もランクインするなど、陽水ブームとなった。
- 4月6日 - 第19回ユーロビジョン・ソング・コンテストがイギリス・ブライトンで開催。ABBA（スウェーデン）が優勝[注 2]。
- 8月3日 - 西城秀樹がソロ歌手として史上初となる日本のスタジアムでのコンサートを大阪スタヂアム（大阪球場）で開催。
- 12月31日
  - 第16回日本レコード大賞　襟裳岬／森進一

最優秀歌唱賞　五木ひろし／「みれん」、最優秀新人賞　麻生よう子／「逃避行」
  - 第25回NHK紅白歌合戦

## 1974年のシングル、アルバム

### 洋楽

#### シングル
| - ローリング・ストーンズ 「イッツ・オンリー・ロックンロール」 - ジョニ・ミッチェル 「ヘルプ・ミー」 - クール&ザ・ギャング 「ジャングル・ブギー」「ハリウッド・スウィンギング」 - BTエクスプレス 「ドゥ・イット」 - ジョン・レノン 「真夜中を突っ走れ」 - ポール・マッカートニー&ウイングス「ジェット」「ジュニアズ・ファーム」 「バンド・オン・ザ・ラン」 - ミッシェル・ポルナレフ 「悲しきマリー」 - オハイオ・プレイヤーズ 「ファイアー」 - モット・ザ・フープル 「ロックンロール黄金時代」 - Tレックス 「トラック・オン」「ライト・オブ・ラブ」「ティーンエイジ・ドリーム」 - ジェームス・ブラウン 「ペイバック」 - スージー・クアトロ 「ワイルド・ワン」「悪魔とドライブ」「トゥー・ビッグ」 - ジョージ・ハリスン 「ディン・ドン」 - バックマン・ターナー・オーヴァードライヴ 「恋のめまい」 - エルトン・ジョン 「ベニーとジェッツ」「僕の瞳に小さな太陽」 - ラブ・アンリミテッド・オーケストラ 「愛のテーマ」 - バリー・ホワイト 「あふれる愛を」 - クイーン 「輝ける7つの海」「キラー・クイーン」 - バーブラ・ストライサンド 「追憶」 - テリー・ジャックス 「そよ風のバラード」 - レッドボーン 「カム・アンド・ゲット・ユア・ラヴ」 - ジャクソン5 「ダンシング・マシーン」 - リンゴ・スター 「オンリー・ユー」 - MFSB&スリー・ディグリーズ 「ソウル・トレインのテーマ(TSOP)」 - スリー・ディグリーズ 「天使のささやき」 - カール・ダグラス 「吼えろ! ドラゴン」 - グランド・ファンク 「ロコ・モーション」「シャイニン・オン」 - ジョージ・マックレー 「ロック・ユア・ベイビー」 - イーグルス 「我が愛の至上」 - ドリー・パートン 「オールウェイズ・ラヴ・ユー」（カントリー） - レーナード・スキナード 「スウィート・ホーム・アラバマ」 - ルベッツ 「シュガー・ベイビー・ラヴ」 - ニール・セダカ 「雨に微笑を」 - キャロル・キング 「ジャズ・マン」 - アヴェレイジ・ホワイト・バンド 「ピック・アップ・ザ・ピーセズ」(74年‐75年) - リンダ・ロンシュタット 「悪いあなた」 - アン・マレー 「ユー・ウォント・シー・ミー」 | - ZZトップ 「ラ・グランジェ」 - スティーヴィー・ワンダー 「悪夢」 - ウィリアム・デヴォーン 「ビー・サンクフル・フォー・ワット・ユー・ゴット」 - ルーファス 「テル・ミー・サムシング・グッド」 - エリック・クラプトン 「アイ・ショット・ザ・シェリフ」 - デヴィッド・ボウイ 「愛の悲しみ」「愛しき反抗」 - ゴードン・ライトフット「サンダウン」 - フランキー・ヴァリ 「瞳の面影」 - ディープ・パープル 「紫の炎」 - スタイリスティックス 「誓い」 - ジョン・デンバー 「緑の風のアニー」 - シカゴ 「渚に消えた恋」 - ジョー・コッカー 「ユー・アー・ソー・ビューティフル」 - マリア・マルダー 「真夜中のオアシス」 - シェール 「悲しき恋占い」 - ラベル 「レディー・マーマレイド」 - フィービ・スノウ 「ポエトリー・マン」 - グラディス・ナイト&ザ・ピップス 「めぐり逢い」 - ボビー・ウーマック 「ルッキン・フォー・ア・ラヴ」 - ホリーズ 「安らぎの世界へ」 - バッド・カンパニー 「キャント・ゲット・イナフ」 - ブルー・スウェード 「ウガ・チャカ」 - ボー・ドナルドソン&ザ・ヘイウッズ 「悲しみのヒーロー」 - ヒューズ・コーポレーション 「愛の航海」 - カーペンターズ 「愛は夢の中に」「プリーズ・ミスター・ポストマン」 - オリビア・ニュートン＝ジョン 「愛の告白」 - ハリー・チェイピン 「キャッツ・イン・ザ・クレイドル」 - ビリー・スワン 「アイ・キャン・ヘルプ」 - ヘレン・レディ 「アンジー・ベイビー」 - アル・ウィルソン 「ショウ&テル」 - マック・デイヴィス 「ワン・ヘル・オブ・ア・ウーマン」 - キャロル・ダグラス 「恋の診断書」 - アンディ・キム 「ロック・ミー・ジェントリー」 - ランディ・ニューマン 「ルイジアナ1927」 - エルヴィス・プレスリー 「プロミスト・ランド」 |

#### アルバム
| - ニール・ヤング 『渚にて』 - ローリング・ストーンズ 『イッツ・オンリー・ロックンロール』 - ジョン・レノン 『心の壁、愛の橋』 - ジョージ・ハリスン 『ダークホース』 - リンゴ・スター 『グッドナイト・ウィーン』 - ジョニ・ミッチェル 『コート・アンド・スパーク』『マイルズ・オブ・アイルズ』 - ジェファーソン・スターシップ 『ドラゴンフライ』 - ヴァン・モリソン 『魂の道のり』 - グランド・ファンク・レイルロード 『シャイニン・オン』 - モット・ザ・フープル 『ロックンロール黄金時代』 - ボブ・ディラン 『プラネット・ウェイヴズ』『偉大なる復活』 - ジャクソン・ブラウン 『レイト・フォー・ザ・スカイ』 - ハリー・ニルソン 『プシー・キャット』 - ディープ・パープル 『紫の炎』 - ロキシー・ミュージック 『カントリー・ライフ』 - バックマン・ターナー・オーヴァードライヴ 『ノット・フラジャイル』 - エレクトリック・ライト・オーケストラ 『エルドラド』 - ロン・ウッド 『俺と仲間』 - プレミアータ・フォルネリア・マルコーニ(PFM) 『甦る世界』（イタリア） | - クラフトワーク 『アウトバーン』（ドイツ） - カン 『スーン・オーヴァー・ババルーマ』（ドイツ） - サンタナ 『ロータスの伝説』 - スティーヴィー・ワンダー 『ファースト・フィナーレ』 - ボブ・マーリー&ザ・ウェイラーズ 『ナッティ・ドレッド』（ジャマイカ） - ポール・サイモン 『ライヴ・ライミン』 - ドゥービー・ブラザーズ 『ドゥービー天国』 - ギル・エヴァンス 『プレイズ・ジミ・ヘンドリックス』 - リンダ・ロンシュタット 『悪いあなた』 - キャロル・キング 『喜びにつつまれて』 - ハットフィールド・アンド・ザ・ノース 『ハットフィールド・アンド・ザ・ノース』 - ライ・クーダー 『パラダイス・アンド・ランチ』 - アンディ・キム 『アンディ・キム』 - デヴィッド・ボウイ 『ダイアモンドの犬』 - クイーン 『クイーンII』『シアー・ハート・アタック』 - エリック・クラプトン 『461 オーシャン・ブールヴァード』 - キング・クリムゾン 『レッド』 - ブライアン・イーノ 『ヒア・カム・ザ・ウォーム・ジェッツ』 - ランディ・ニューマン 『グッド・オールド・ボーイズ』 |

## 年間ランキング (日本)

### シングル
年間TOP50
- 集計会社 オリコン

※1973年12月3日付 - 1974年11月25日付
- 1位 殿さまキングス：「なみだの操」
- 2位 小坂明子：「あなた」
- 3位 中条きよし：「うそ」
- 4位 中村雅俊：「ふれあい」
- 5位 フィンガー5：「恋のダイヤル6700」
- 6位 殿さまキングス：「夫婦鏡」
- 7位 渡哲也：「くちなしの花」
- 8位 西城秀樹：「激しい恋」
- 9位 布施明：「積木の部屋」
- 10位 フィンガー5：「学園天国」
- 11位 沢田研二：「追憶」
- 12位 りりィ：「私は泣いています」
- 13位 グレープ：「精霊流し」
- 14位 アグネス・チャン：「小さな恋の物語」
- 15位 山口百恵：「ひと夏の経験」
- 16位 郷ひろみ：「よろしく哀愁」
- 17位 山本コウタローとウィークエンド：「岬めぐり」
- 18位 梓みちよ：「二人でお酒を」
- 19位 五木ひろし：「夜空」
- 20位 山口百恵：「ちっぽけな感傷」
- 21位 五木ひろし：「浜昼顔」
- 22位 西城秀樹：「愛の十字架」
- 23位 森進一：「冬の旅」
- 24位 沢田研二：「魅せられた夜」
- 25位 八代亜紀：「愛ひとすじ」
- 26位 アグネス・チャン：「星に願いを」
- 27位 フィンガー5：「個人授業」
- 28位 西城秀樹：「薔薇の鎖」
- 29位 郷ひろみ：「花とみつばち」
- 30位 チェリッシュ：「恋の風車」
- 31位 森進一：「襟裳岬」
- 32位 かぐや姫：「赤ちょうちん」
- 33位 中条きよし：「うすなさけ」
- 34位 西城秀樹：「傷だらけのローラ」
- 35位 ダ・カーポ：「結婚するって本当ですか」
- 36位 森進一：「さらば友よ」
- 37位 郷ひろみ：「モナリザの秘密」
- 38位 加藤登紀子・長谷川きよし：「灰色の瞳」
- 39位 井上陽水：「心もよう」
- 40位 天地真理：「想い出のセレナーデ」
- 41位 南こうせつとかぐや姫：「神田川」
- 42位 海援隊：「母に捧げるバラード」
- 43位 フィンガー5：「恋のアメリカン・フットボール」
- 44位 沢田研二：「恋は邪魔もの」
- 45位 野口五郎：「愛ふたたび」
- 46位 八代亜紀：「しのび恋」
- 47位 カーペンターズ：「イエスタデイ・ワンス・モア」
- 48位 チェリッシュ：「白いギター」
- 49位 井上陽水：「闇夜の国から」
- 50位 アン・ルイス：「グッド・バイ・マイ・ラブ」

### アルバム
年間TOP10
※1973年12月3日付 - 1974年11月25日付（データはLPチャートでの集計）
- 1位 井上陽水：『氷の世界』
- 2位 カーペンターズ：『ゴールデン・プライズ第2集』
- 3位 井上陽水：『陽水ライヴ もどり道』
- 4位 カーペンターズ：『ナウ・アンド・ゼン』
- 5位 かぐや姫：『三階建の詩』
- 6位 チェリッシュ：『ベスト・コレクション'74』
- 7位 井上陽水：『断絶』
- 8位 井上陽水：『陽水II センチメンタル』
- 9位 グラシェラ・スサーナ：『アドロ・サバの女王』
- 10位 小椋佳：『彷徨』

## イベント
| 開催日   | タイトル                                         |
| -------- | ------------------------------------------------ |
| 8月18日  | 1974卯辰フェスティバル・北陸フォークジャンボリー |
| 12月31日 | フラッシュ・コンサート 2nd 1974-1975             |
| 12月31日 | 第25回NHK紅白歌合戦                              |

### 日本武道館公演
- 1月18日 - ムーディー・ブルース
- 2月1日・2日 - エルトン・ジョン
- 2月10日 - ジェームス・ブラウン
- 2月19日・20日 - ロッド・スチュワート&フェイセズ
- 8月29日・10月2日 - フィンガー5
- 10月31日・11月1日・2日 - エリック・クラプトン
- 11月15日・16日・17日 - 第5回世界歌謡祭
- 11月21日・22日 - トム・ジョーンズ
- 12月10日 - サンタナ

## 主な音楽賞
| 賞                                          | 受賞作・受賞者 |
| ------------------------------------------- | --- |
| 第16回日本レコード大賞                      | - 大賞 - 襟裳岬／森進一 - 最優秀歌唱賞 - みれん／五木ひろし - 最優秀新人賞 - 逃避行／麻生よう子 - 歌唱賞 - 傷だらけのローラ／西城秀樹 - 追憶／沢田研二 - 積木の部屋／布施明 - 愛の執念／八代亜紀 - 大衆賞 - 二人でお酒を／梓みちよ - なみだの操／殿さまキングス - うそ／中条きよし - ひと夏の経験／山口百恵 - 新人賞 - 恋はダンダン／浅野ゆう子 - 太陽の日曜日／荒川務 - イルカにのった少年／城みちる - 空港／テレサ・テン - あなたにあげる／西川峰子 |
| 第12回ゴールデン・アロー賞                  | - 音楽賞 - 梓みちよ - 新人賞（音楽） - 中条きよし - 特別賞 - 山口百恵 - グラフ賞 - 西城秀樹 |
| 第8回ポピュラーソングコンテストつま恋本選会 | - グランプリ - チューインガム「チャップリンに愛をこめて」 - 優秀曲賞 - 八神純子「雨の日のひとりごと」 - 浜田良美「いつのまにか君は」 - 柴田容子&シスコキッド「3月3日の悲しみ」 - 入賞 - 八神純子「幸せの時」 - 国士無双(すやまとしお)「飛騨の里」 - 高岡美智子「いじっぱり」 - 東京少年少女合唱隊「すばらしい明日の世界へ」 - 平本仁「雨あがり」 - ラベル ド テンダネス「部屋を出て下さい」 - 赤羽昭一郎「路面電車の想い」 - 一丁目一番地「1,2,3,4」 - ピーマン「小さな詩」 - 川上賞 - 菊地弘子「髪」 - さんズン法師「学芸会のデラ」 |
| 第7回ポピュラーソングコンテストつま恋本選会 | - グランプリ - 小坂恭子「恋のささやき」 - 優秀曲賞 - 山崎朗「今では」 - 葛城ゆき「木曾は山の中」 - 入賞 - 中沢京子「待ちわびて」 - 葛城ゆき「つぶやき」 - 吉川団十郎一座「キューピーちゃん」 - 庄野真代「プラタナスの丘」 - 谷山浩子「お早うございますの帽子屋さん」 - モック「さよなら」 - 岩村実とハードスケジュールバンド「あなたが想い出になる日」 - 風コーラス団「まいだち」 - ピーマン「貨物列車」 - 松田晃・庄野真代「ワルツ」 - てんとう虫「青い絵の具箱」 - 川上賞 - 葛城ゆき「つぶやき」 - 吉川団十郎一座「キューピーちゃん」 - 田吾作「田吾作音頭」                                                                             |
| 第7回下谷賞                                 | - 作曲賞（第1部） - 該当作なし - 努力賞（第1部） - 長屋倫「吹奏楽のための「北の国」」 - 作曲賞（第2部） - 該当作なし - 佳作（第2部） - 上岡洋一「春の日の幻想」 - 努力賞（第2部） - 中村直樹「吹奏楽のための「日輪」」 |
| 第7回日本有線大賞                           | - 大賞 - 八代亜紀「愛ひとすじ」 |
| 第7回全日本有線放送大賞                     | - グランプリ - 渡哲也「くちなしの花」 |
| 第7回日本作詩大賞                           | - 大賞 - 森進一「さらば友よ」（作詞:阿久悠） |
| 第7回新宿音楽祭                             | - 金賞 - 中条きよし、西川峰子 - 銀賞 - 小坂明子、テレサ・テン、伊藤咲子、麻生よう子ほか - 銅賞 - 風吹ジュン、浅野ゆう子、荒川務ほか - 敢闘賞 - あいざき進也、いずみたくシンガーズ、城みちる、リンリン・ランランほか - 審査員特別奨励賞 - グレープ |
| 第6回サントリー音楽賞                       | - 秋山和慶 |
| 第5回世界歌謡祭                             | - エレン・ニコライセン「夢みる心地」、浜田良美「いつのまにか君は」 |
| 第5回日本歌謡大賞                           | - 大賞 - 襟裳岬／森進一 - 放送音楽新人賞 - うそ／中条きよし - あなたにあげる／西川峰子 - 放送音楽賞 - 二人でお酒を／梓みちよ - 浜昼顔／五木ひろし - 傷だらけのローラ／西城秀樹 - 愛ひとすじ／八代亜紀 - ひと夏の経験／山口百恵 |
| 第4回モービル音楽賞                         | - 邦楽部門 - 田中伝左衛門 - 洋楽部門（本賞） - 巖本真理弦楽四重奏団 |
| 第4回創作合唱曲公募                         | - 入賞 - 平野淳一「女声合唱組曲「早池峰の四季」」 - 佳作 - 加藤學「「ソナチネ№1」-女声合唱のために-」 |
| 第3回東京音楽祭                             | - ルネ・シマール「ミドリ色の屋根」 |
| 第2回銀座音楽祭                             | - グランプリ（上期） - 小坂明子 - グランプリ（下期） - 伊藤咲子 |
| 第2回ウィンナーワルド・オペラ賞             | - オペラ大賞 - 該当なし - オペラ賞 - 常森寿子、大川隆子、長野羊奈子、小田清 - 新人賞 - 該当なし - 特別賞 - 該当なし |
| 第1〜2回FNS歌謡祭                           | - グランプリ - 五木ひろし「みれん」 - 最優秀歌唱賞（上期） - 布施明「積木の部屋」 - 最優秀歌唱賞（下期） - 森進一「北航路」 - 最優秀ホープ賞（上期） - 中条きよし「うそ」 - 最優秀ホープ賞（下期） - 西川峰子「あなたにあげる」 - 最優秀ヒット賞（上期） - 殿さまキングス「なみだの操」 - 最優秀ヒット賞（下期） - 中村雅俊「ふれあい」 - 最優秀視聴者賞 - 五木ひろし - 最優秀歌謡音楽賞（上期） - 野口五郎「告白」 - 最優秀歌謡音楽賞（下期） - 山口百恵「ひと夏の経験」 - 特別賞（上期） - 梓みちよ「二人でお酒を」 - 南こうせつとかぐや姫「妹」 - 由紀さおり「みち潮」 - 特別賞（下期） - グレープ「精霊流し」 - 伊集加代子「おしえて」 |
| 第1回横浜音楽祭                             | - 最優秀新人賞 - 中条きよし |

## デビュー
- 1月25日 - あいざき進也／気になる17才
- 1月25日 - 中条きよし／うそ…3度目のデビュー
- 2月10日 - ずうとるび／透明人間
- 2月18日 - キッス／『キッス・ファースト 地獄からの使者』
- 2月21日 - 麻生よう子／逃避行
- 2月25日 - あゆ朱美（現・戸田恵子）／ギターをひいてよ
- 3月1日 - テレサ・テン／今夜かしら明日かしら…日本デビュー
- 3月4日 - ABBA／恋のウォータールー
- 3月20日 - THE JANET／美しい季節
- 3月21日 - 優雅（ゆうや）／処女航海…日本デビュー
- 3月25日 - 林寛子／ほほえみ
- 4月15日 - リンリン・ランラン／恋のインディアン人形…日本デビュー
- 4月20日 - 伊藤咲子／ひまわり娘
- 5月1日 - 風吹ジュン／愛がはじまる時
- 5月10日 - 木之内みどり／めざめ
- 5月25日 - 浅野ゆう子／とびだせ初恋
- 5月25日 - 小坂恭子／恋のささやき
- 5月25日 - しのづかまゆみ／パパはもうれつ
- 6月 - ジョー山中／Joe
- 6月1日 - バッド・カンパニー／『バッド・カンパニー』
- 6月1日 - 長谷直美／私は天使じゃない
- 6月1日 - 山本コウタローとウィークエンド／岬めぐり
- 6月5日 - 大橋純子／鍵はかえして
- 6月10日 - 荒川務／太陽の日曜日
- 6月25日 - 紙ふうせん／いかつり唄
- 6月25日 - 四人囃子／『一触即発』
- 7月1日 - 中村雅俊／ふれあい
- 7月20日 - 三輪車／水色の街
- 7月21日 - さくらと一郎／昭和枯れすゝき
- 7月22日 - AC/DC／Can I Sit Next to You Girl
- 7月25日 - 小林美樹／人魚の夏
- 7月25日 - 西川峰子／あなたにあげる
- 7月25日 - 伊達春樹（山本譲二）／夜霧のあなた
- 8月 - ビーナス（ザ・ヴィーナス）／イブの匂い
- 8月25日 - THE ALFEE／夏しぐれ
- 8月25日 - 松本ちえこ／ボーイフレンド
- 9月1日 - しばたはつみ／合鍵…3度目のデビュー[注 3]
- 9月21日 - 近藤久美子（現・相本久美子）／小さな抵抗
- 9月21日 - ふきのとう／白い冬
- 9月25日 - とんぼちゃん／貝がらの秘密
- 10月 - 秋吉敏子＝ルー・タバキンビッグバンド
- 10月5日 - 紙ふうせん／いかつり唄
- 10月10日 - 板東英二／燃えよドラゴンズ!
- 10月25日 - 渡辺秀吉／ぼくはもう一度恋をする
- 10月25日 - マイ・ペース／東京
- 10月25日 - イルカ／あの頃のぼくは…ソロデビュー
- 11月1日 - 太田裕美／雨だれ
- 11月5日 - 甲斐バンド／バス通り
- 11月5日 - 谷村新司／蜩
- 12月 - 山本正之／ドラゴンズよありがとう
- 12月5日 - 葛城ゆき（葛城ユキ）／木曽は山の中
- 12月15日 - 八神純子／雨の日のひとりごと
- 12月20日 - ちゃんちゃこ／空飛ぶ鯨
- 月日不明 - 池上季実子／わたしの誠
- 月日不明 - 斉藤こず恵／日本よ日本（ド・ドンがドン）
- 月日不明 - ザリバ／或る日 - 矢野顕子が在籍。この直後に解散した。
- 月日不明 - 葡萄畑／葡萄畑
- 月日不明 - まりちゃんズ／ブスにもブスの生き方がある
- 月日不明 - 山本正之／オオ!われらがドラゴンズ

## 解散・活動休止
- 3月31日 - ニュー・キラーズ
- 9月 - 赤い鳥 - 解散後、後藤悦治郎と平山泰代夫妻は紙ふうせんを結成し再デビュー。山本俊彦・潤子（旧姓・新居）夫妻と大川茂はハイ・ファイ・セットを結成し翌年2月に再デビュー。
- 10月 - シモンズ - 玉井タエがベーシスト・後藤次利との結婚による引退のため[注 4]。
- 11月20日 - はちみつぱい（2015年再結成）

### 年内
- ウェイラーズ
- エピソード・シックス
- キング・クリムゾン（1984年再結成）
- クエラ・ヴェッキア・ロカンダ
- ゴールデン・ハーフ
- ショッキング・ブルー
- ザ・ストゥージズ（2003年再結成）
- スペンサー・デイヴィス・グループ
- テン・イヤーズ・アフター（1988年再結成）
- テンペスト
- トラフィック
- ノラ
- バジャー
- ハニー・ナイツ
- プラスティック・オノ・バンド
- ベック・ボガート & アピス
- ムーディー・ブルース
- モダン・ジャズ・カルテット
- ザ・モップス
- ヤング・ホルト・アンリミテッド

## 再結成
- アイアン・バタフライ（ - 1985年）
- ジェファーソン・エアプレイン（ - 1984年）
- ステッペンウルフ（ - 1976年）
- チェイス
- フラタニティ（ - 1975年）

## 誕生
- 1月2日 - RYO the SKYWALKER（大阪府、レゲエミュージシャン）
- 1月8日 - 吉田直樹（兵庫県、歌手）
- 1月9日 - 岡本真夜（高知県、シンガーソングライター）
- 1月11日 - 吉田恭子（東京都、ヴァイオリニスト）
- 1月12日 - DJ TATSUTA（東京都、DJ、FUNKY GRAMMAR UNIT/顔PASSブラザーズ）
- 1月12日 - メラニー・チズム（ イングランド、歌手、スパイス・ガールズ）
- 1月15日 - 田中和将（兵庫県、歌手、GRAPEVINE）
- 1月19日 - 川本真琴（福井県、歌手、元ミホミホマコト）
- 1月28日 - 小野眞一（静岡県、ギタリスト、元100s）
- 1月29日 - 和田光司（京都府、歌手、+2016年）
- 2月4日 - 大坪加奈（歌手、Spangle call Lilli line）
- 2月6日 - オオヤユウスケ（神奈川県、歌手、元LaB LIFe/Polaris/元ohana）
- 2月8日 - ギ＝マニュエル・ド・オメン＝クリスト（ フランス、ミュージシャン、ダフト・パンク）
- 2月7日 - Nujabes（東京都、DJ、+2010年）
- 2月14日 - 二階堂和美（広島県、歌手）
- 2月14日 - フィリッパ・ジョルダーノ（ イタリア、歌手）
- 2月15日 - 池田貴史（福井県、キーボーディスト・歌手、元SUPER BUTTER DOG/元100s/レキシ）
- 2月17日 - 薫（兵庫県、ギタリスト、DIR EN GREY）
- 2月17日 - エドウィン・マートン（ ハンガリー、ヴァイオリニスト）
- 2月17日 - 山下康介（静岡県、作曲家）
- 2月19日 - 森且行（東京都、元タレント・歌手、元SMAP）
- 2月21日 - あらきゆうこ（鳥取県、ドラマー、mi-gu/福耳）
- 2月22日 - ジェームス・ブラント（ イングランド、歌手）
- 2月24日 - 北山陽一（青森県、ミュージシャン、ゴスペラーズ）
- 2月25日 - 北山たけし（福岡県、演歌歌手）
- 2月25日 - 森久保祥太郎（東京都、声優・歌手）
- 2月28日 - 中納良恵（大阪府、歌手、EGO-WRAPPIN'）
- 3月12日 - 椎名へきる（東京都、歌手・声優）
- 3月13日 - 稲葉貴子（大阪府、歌手、元太陽とシスコムーン）
- 3月14日 - 岸上規男（歌手、元Dutch Training）
- 3月14日 - 平義隆（福岡県、シンガーソングライター、The LOVE）
- 3月17日 - 秋野こぎく（宮崎県、演歌歌手）
- 3月17日 - 鈴木利幸（静岡県、ミュージックビデオ監督）
- 3月20日 - 柳原愛子（千葉県、歌手）
- 3月28日 - 岸尾だいすけ（三重県、声優・歌手、元DD/元謎の新ユニットSTA☆MEN）
- 3月29日 - ☆Taku Takahashi（神奈川県、DJ・音楽プロデューサー、m-flo）
- 4月5日 - RYOJI（東京都、歌手、元POTSHOT）
- 4月5日 - 木村早苗（神奈川県、元女優・元歌手）
- 4月11日 - 露崎春女（神奈川県、歌手）
- 4月13日 - Mhiro（長野県、歌手、Full Of Harmony）
- 4月17日 - ヴィクトリア・ベッカム（ イングランド、歌手、元スパイス・ガールズ）
- 4月21日 - 森雅樹（大阪府、ギタリスト、EGO-WRAPPIN'）
- 4月22日 - 平本レオナ（ドラマー、元HUSKING BEE）
- 4月23日 - 谷本賢一郎（兵庫県、タレント・歌手、元ザ・ニュースペーパー）
- 4月27日 - Tama（広島県、ベーシスト、元ポルノグラフィティ）
- 5月16日 - 椎名豪（神奈川県、作曲家）
- 5月17日 - 川谷修士（兵庫県、お笑い芸人・元歌手、2丁拳銃）
- 5月20日 - ミカエル・スタンネ（ スウェーデン、ミュージシャン、ダーク・トランキュリティ）
- 5月27日 - 赤松芳朋（兵庫県、ドラマー、元SOPHIA）
- 5月31日 - 有吉弘行（広島県、お笑い芸人・元歌手、猿岩石）
- 6月1日 - アラニス・モリセット（ カナダ、歌手）
- 6月6日 - ダラス・トーラー＝ウェイド（ アメリカ合衆国、歌手、元ナイル）
- 6月9日 - サモス（ ノルウェー、ミュージシャン、エンペラー・元ザイクロン）
- 6月12日 - KATSU（ギタリスト、angela）
- 6月13日 - 櫻井孝宏（愛知県、声優・歌手）
- 6月15日 - 村井研次郎（神奈川県、ベーシスト、cali≠gari/元SEX MACHINEGUNS/元CYCLE）
- 6月17日 - 大野幹代（東京都、タレント・歌手、元CoCo）
- 6月17日 - 伸太郎（山梨県、歌手）
- 6月22日 - 葉山拓亮（熊本県、作曲家、元D-LOOP/Tourbillon）
- 6月23日 - Ryu（ 大韓民国、歌手）
- 6月26日 - 砂川憲和（奈良県、尺八奏者、ZAN、+2006年）
- 6月27日 - kiyo（大阪府、キーボディスト、元Janne Da Arc）
- 6月28日 - 有坂美香（神奈川県、歌手、Reggae Disco Rockers）
- 7月2日 - 横山みんみん（大阪府、歌手、猫夜叉）
- 7月4日 - 田岡美樹（広島県、歌手、the Indigo）
- 7月9日 - 草彅剛（埼玉県、タレント・歌手、元SMAP/新しい地図）
- 7月11日 - 玉越理寛（愛知県、ドラマー、元3B LAB.☆S）
- 7月12日 - 三村奈々恵（愛知県、マリンバ奏者）
- 7月15日 - RYO-Z（東京都、ミュージシャン、RIP SLYME）
- 7月24日 - 西尾夕紀（青森県、演歌歌手）
- 7月24日 - you（兵庫県、ギタリスト、元Janne Da Arc）
- 7月24日 - Mink/山本実枝/水梨実枝（福井県、歌手）
- 7月25日 - 中畑大樹（青森県、ドラマー、Syrup 16g/VOLA & THE ORIENTAL MACHINE）
- 7月30日 - ユウ（歌手、Baby Boo）
- 8月1日 - 森脇和成（広島県、タレント・元歌手、元猿岩石）
- 8月4日 - オオゼキタク（神奈川県、歌手）
- 8月5日 - 安岡優（福岡県、ミュージシャン、ゴスペラーズ）
- 8月6日 - 椎名純平（埼玉県、歌手）
- 8月6日 - 吉兼聡（宮崎県、ギタリスト、ZAZEN BOYS）
- 8月9日 - Junji（愛知県、ベーシスト、元Laputa/C4/HALATION）
- 8月13日 - ニクラス・スンディン（ スウェーデン、ギタリスト、ダーク・トランキュリティ）
- 8月14日 - 三上ちさこ（山形県、歌手、元fra-foa）
- 8月17日 - 華原朋美（千葉県、歌手）
- 8月19日 - ふかわりょう（神奈川県、タレント・ミュージシャン）
- 8月20日 - マキシム・ヴェンゲーロフ（ ソビエト連邦、ヴァイオリニスト）
- 9月2日 - 国分太一（東京都、キーボーディスト、TOKIO）
- 9月5日 - ピーター・ウィルドアー（ スウェーデン、ドラマー、ダーケイン）
- 9月12日 - 鈴村健一（大阪府、歌手・声優、元謎の新ユニットSTA☆MEN/元CONNECT）
- 9月16日 - 神前暁（大阪府、作曲家）
- 9月20日 - 新藤晴一（広島県、ギタリスト・作詞家、ポルノグラフィティ/THE 野党）
- 10月1日 - 河口恭吾（栃木県、シンガーソングライター・作曲家）
- 10月4日 - Keyco（東京都、歌手、元Fuuri）
- 10月8日 - Salia（大阪府、歌手、unicorn table）
- 10月9日 - Caravan（シンガーソングライター）
- 10月12日 - フランソワーズ・ド・クロセー（ カナダ、ピアニスト）
- 10月15日 - 岡野昭仁（広島県、シンガーソングライター、ポルノグラフィティ）
- 10月16日 - 生熊耕治（歌手、cune）
- 10月25日 - 北野正人（大阪府、ギタリスト、元day after tomorrow/元ストロボ/LUV K RAFT）
- 10月26日 - LISA（東京都、シンガーソングライター、m-flo）
- 10月29日 - 高橋宏貴（千葉県、ドラマー、ELLEGARDEN・Scars Borough）
- 10月30日 - マーティン・ヘンリクソン（ スウェーデン、ギタリスト、ダーク・トランキュリティ）
- 10月31日 - 武井誠（群馬県、ドラマー、元cali≠gari/元GOATBED）
- 11月2日 - ネリー（ アメリカ合衆国、ラッパー）
- 11月3日 - 玲央（ギタリスト、lynch.）
- 11月9日 - TOSHI-LOW（茨城県、歌手、BRAHMAN/OAU）
- 11月9日 - 茂木洋晃（群馬県、歌手、G-FREAK FACTORY）
- 11月12日 - 津本幸司（奈良県、音楽教育家・ギタリスト）
- 11月17日 - Aiji（長野県、ギタリスト、LM.C/元PIERROT）
- 11月20日 - 島田大介（大阪府、ミュージックビデオ監督）
- 11月22日 - 河田純子（秋田県、歌手、元楽天使/元七つ星/元LENPHa）
- 11月26日 - 暁月めぐみ（北海道、歌手・ものまねタレント）
- 11月27日 - 永積タカシ（東京都、歌手、元SUPER BUTTER DOG/元ohana/ハナレグミ）
- 12月3日 - 古澤多希（音楽プロデューサー）
- 12月8日 - MINMI（大阪府、歌手）
- 12月8日 - ジュリアン・ラクリン（ リトアニア、ヴァイオリニスト）
- 12月14日 - Ryoji（兵庫県、ミュージシャン、ケツメイシ）
- 12月20日 - Die（三重県、ギタリスト、元La;Sadie's/DIR EN GREY/DECAYS）
- 12月24日 - エルダー・ネボルシン（ ウズベキスタン、ピアニスト）
- 12月27日 - 折笠富美子（東京都、声優・歌手）
- 12月29日 - 河村光博（山口県、トランペッター、KEMURI/元POTSHOT）
- 12月30日 - 小松奈央（秋田県、歌手、元BeForU）
- 月日不明 - 安斉龍介（東京都、歌手、LAST ALLIANCE）
- 月日不明 - 末田健（ミュージックビデオ監督、+2007年）
- 月日不明 - 須藤カンジ（神奈川県、ミュージックビデオ監督）
- 月日不明 - DJ TASAKA（東京都、DJ、DISCO TWINS）
- 月日不明 - MACKA-CHIN（東京都、MC・DJ、NITRO MICROPHONE UNDERGROUND/MONTIEN/MABO）

## 死去
- 1月5日 - レフ・オボーリン（、ピアニスト、*1907年）
- 1月27日 - 藤原亮子（歌手、*1917年）
- 2月15日 - クット・アッテルベリ（作曲家、* 1887年）
- 3月21日 - 大橋國一（バリトン歌手、* 1931年）
- 4月8日 - 杏真理子（歌手、*1949年）
- 5月24日 - デューク・エリントン（ジャズピアニスト、* 1899年）
- 6月21日 - 小唄勝太郎（歌手、* 1904年）
- 6月22日 - ダリウス・ミヨー（、作曲家、*1892年）
- 7月29日 - キャス・エリオット（、歌手、ママス&パパス、*1941年）
- 8月19日 - 大久保徳二郎（東京都、作曲家、*1908年）
- 9月8日 - ヴォルフガング・ヴィントガッセン（テノール歌手、* 1914年）
- 9月18日 - 齋藤秀雄（指揮者・音楽教育家、* 1902年）
- 9月30日 - 宮川哲夫（作詞家、*1922年）
- 10月24日 - ダヴィッド・オイストラフ（ヴァイオリニスト、* 1908年）
- 11月8日 - 井上武士（群馬県、作曲家、*1894年）
- 12月2日 - ソフィー＝カルメン・エックハルト＝グラマッテ（作曲家、* 1901年）
- 12月20日 - アンドレ・ジョリヴェ（、作曲家、*1905年）